# Pausverkiezing van 1280-1281
De pausverkiezing van 1280-1281 vond plaats van 22 september 1280 tot 22 februari 1281 en volgde op de dood van paus Nicolaas III. Het evenement vond plaats in het Palazzo dei Papi in de stad Viterbo en leidde tot de verkiezing van Simon de Brion als paus Martinus IV. Deze pausverkiezing werd gekenmerkt door politieke spanningen en ongekende inmenging van wereldlijke autoriteiten.

## Achtergrond
De voorgaande pausverkiezing in 1277 had zes maanden geduurd en werd gekenmerkt door een patstelling tussen de Romeinse en Angevijnse facties binnen het College van Kardinalen. Paus Nicolaas III, afkomstig uit de invloedrijke Orsini-familie, werd toen gekozen, wat leidde tot onvrede bij Karel I van Napels, een bondgenoot van de Franse kardinalen. Hoewel paus Gregorius X in 1274 het decreet Ubi Periculum had uitgevaardigd om het conclaafproces te versnellen, was dit tijdens de verkiezing van 1280–1281 niet van kracht, aangezien het was opgeschort door paus Adrianus V en herroepen door paus Johannes XXI. Formeel was deze pausverkiezing dus geen conclaaf in de strikte betekenis van het woord.

## Verloop
Aanvankelijk blokkeerde de anti-Angevijnse factie, bestaande uit kardinalen benoemd door paus Nicolaas III en inclusief drie Orsini-leden, de verkiezing. De impasse werd doorbroken toen Karel I de podestà van Viterbo, Orso Orsini, verving door Riccardello Annibaldi. Annibaldi liet de Orsini-kardinalen Giordano en Matteo arresteren en verwijderen uit het conclaaf, wat de weg vrijmaakte voor de verkiezing van de Fransman Simon de Brion, de favoriet van Karel I. Giordano en Matteo werden gevangengezet, en Martinus IV zette tijdens zijn 49 maanden durende pontificaat geen voet in Rome vanwege de vijandige houding van de stad tegenover een pro-Angevijnse paus.

## Nasleep
De arrestatie van de kardinalen leidde tot een interdict over de stad Viterbo. Paus Martinus IV werd op 23 maart 1281 gekroond in Orvieto. Hij verwijderde de Orsini-kardinalen uit invloedrijke posities en verving hen door Franse en pro-Franse kandidaten. Martinus IV bleef afhankelijk van Karel I en benoemde hem tot Romeins senator. Hij excommuniceerde de Byzantijnse keizer Michaël VIII Palaiologos, wat de unie tussen Oost en West, bereikt op het Concilie van Lyon in 1274, tenietdeed. Na de Siciliaanse Vespers excommuniceerde Martinus IV ook Peter III van Aragón, die door de Sicilianen tot koning was gekozen, en verklaarde zijn koningschap ongeldig, wat leidde tot een kruistocht tegen hem en de daaropvolgende oorlog.
Martinus IV benoemde zeven Franse kardinalen tijdens zijn pontificaat. Zijn dood op 28 maart 1285 viel samen met die van Karel I, wat het Franse invloed in de pauselijke politiek verzwakte.